# Abraham Warnaar
Abraham Warnaar (Voorschoten, 13 november 1893 - Waddinxveen, 16 november 1975) was een Nederlandse burgemeester.

## Leven en werk
Warnaar werd op 13 november 1893 te Voorschoten geboren als zoon van Johannes Jacobus Warnaar en van Johanna Catharina den Neijsel. Voor zijn bestuurlijke baan begon was Warnaar directeur van een bloembollenkwekerij. Het jaar voor zijn benoeming tot burgemeester van Hazerswoude was hij werkzaam bij het ministerie van Binnenlandse Zaken. Hij was lid van de gemeenteraad van zijn woonplaats Sassenheim voor de ARP. In april 1934 werd hij benoemd tot burgemeester van Hazerswoude. Met een onderbreking van drie jaar tijdens de Tweede Wereldoorlog zou hij tot 1947 het burgemeestersambt van deze plaats bekleden. In 1942 werd hij als burgemeester ontslagen door de Duitse bezetter. Na de bevrijding keerde hij weer terug als burgemeester van Hazerswoude. In 1947 werd hij benoemd tot burgemeester van de gemeente Waddinxveen. Deze functie vervulde hij tot 1958, het jaar waarin hij 65 jaar werd.
Warnaar trouwde op 3 april 1918 te Achtkarspelen met Sibregje Bakker. Na haar overlijden hertrouwde hij met M. Veerman. Hij overleed in november 1975 op 82-jarige leeftijd in zijn woonplaats Waddinxveen. Warnaar was officier in de Orde van Oranje-Nassau, ere-burger van Waddinxveen en begiftigd met de Olivier van Noort-penning namens het Emigratiefonds. Warnaar was namelijk jarenlang, tussen 1927 en 1965, voorzitter van de Christelijke Emigratie Centrale. Hij werkte op dat vlak effectief samen met de journalist Taeke Cnossen.
In Hazerswoude werd de Burgemeester Warnaarkade naar hem genoemd en in Waddinxveen het Burgemeester Warnaarplantsoen.